# Falles de La Pobla de Segur
La Festa de les Falles de La Pobla de Segur o també les Falles de la Verge de Ribera és una festa popular tradicional poblatana que forma part del conjunt de les Falles del Pirineu declarades Patrimoni Cultural Immaterial de la Humanitat per la UNESCO segons resolució del Comitè intergovernamental per a la salvaguarda del Patrimoni immaterial, de data 1 de novembre de 2015.
Les Falles de la Pobla de Segur se celebren, cada any, el 17 de juny en honor de la patrona de la Pobla de Segur, la Verge de Ribera.

## Història
L'origen de les falles al Pirineu és tan antic com l'atracció instintiva que sentim els humans cap a les flames. A La Pobla de Segur, la baixada de falles es remunta als anys 50, quan el poble era un important centre econòmic i les seves festes un actiu per la regió. L'alcalde Boixareu les impulsà amb l'ajuda de la mà de l'Esbart Dansaire de La Pobla de Segur que es van encarregar de dissenyar la festa.
La publicació del Projecte de decisió de l'Òrgan avaluador sobre la candidatura conjunta presentada pels pobles fallaires, recomanà la inscripció de les Falles del Pirineu en la llista representativa de patrimoni cultural inmaterial de la UNESCO. Aquesta recomanació va ser aprovada en la reunió del Comitè de Salvaguarda a Namíbia, el 2 de desembre 2015, dia a partir del qual les falles del Pirineu van ser declarades com a tal.
L'any dos mil divuit, arran d'una proposta impulsada per dues noies de La Pobla de Segur, es va aprovar en junta extraordinara de l'Associació de Fallaires i Pubilles de La Pobla de Segur, l'eliminació dels rols de gènere en la festa. A partir de la baixada del disset de juny de l'any dos mil divuit tant homes com dones podrien realitzar el paper de fallaire i de pubilla.

## La Festa
Actualment, la festa consisteix en tres parts:
La desfilada dels fallaires convocada a les cinc de la tarda del disset de juny davant del Molí de l'oli des d'on els fallaires desfilen amb les seves falles per tot el poble. Primer visiten les residències i els geriàtrics de La Pobla de Segur i després recorren els carres principals fins a arribar al peu de la muntanya de Santa Madalena. Des d'aquest lloc, els fallaires emprenen la marxa cap al cim de la muntanya amb les falles a l'espatlla i la suor al fron.Una pujada d'un kilòmetre i escassos tres-cents metres, amb tres-cents metres més de desnivell i un cim a vuit-cents deu metres d'altitud sobre el nivell del mar, on esperaran que es pongui el sol per encendre les falles i baixar fins al peu de la muntanya, on les pubilles els estaran esperant.
La desfilada de les Pubilles comença des del mateix lloc que la desfilada dels fallaires però al vespre, vora les 8 o les 9 de la tarda, quan la calor ja no és tan forta i el sol menys agressiu, on es congreguen amb els gegants i els Capgrossos i la gent del poble i passegen al seu voltant, mentre aquestes desfilen vestides amb el vestit tradicional de pubilla, fins als peus de Santa Madalena, on esperaran als fallaires.

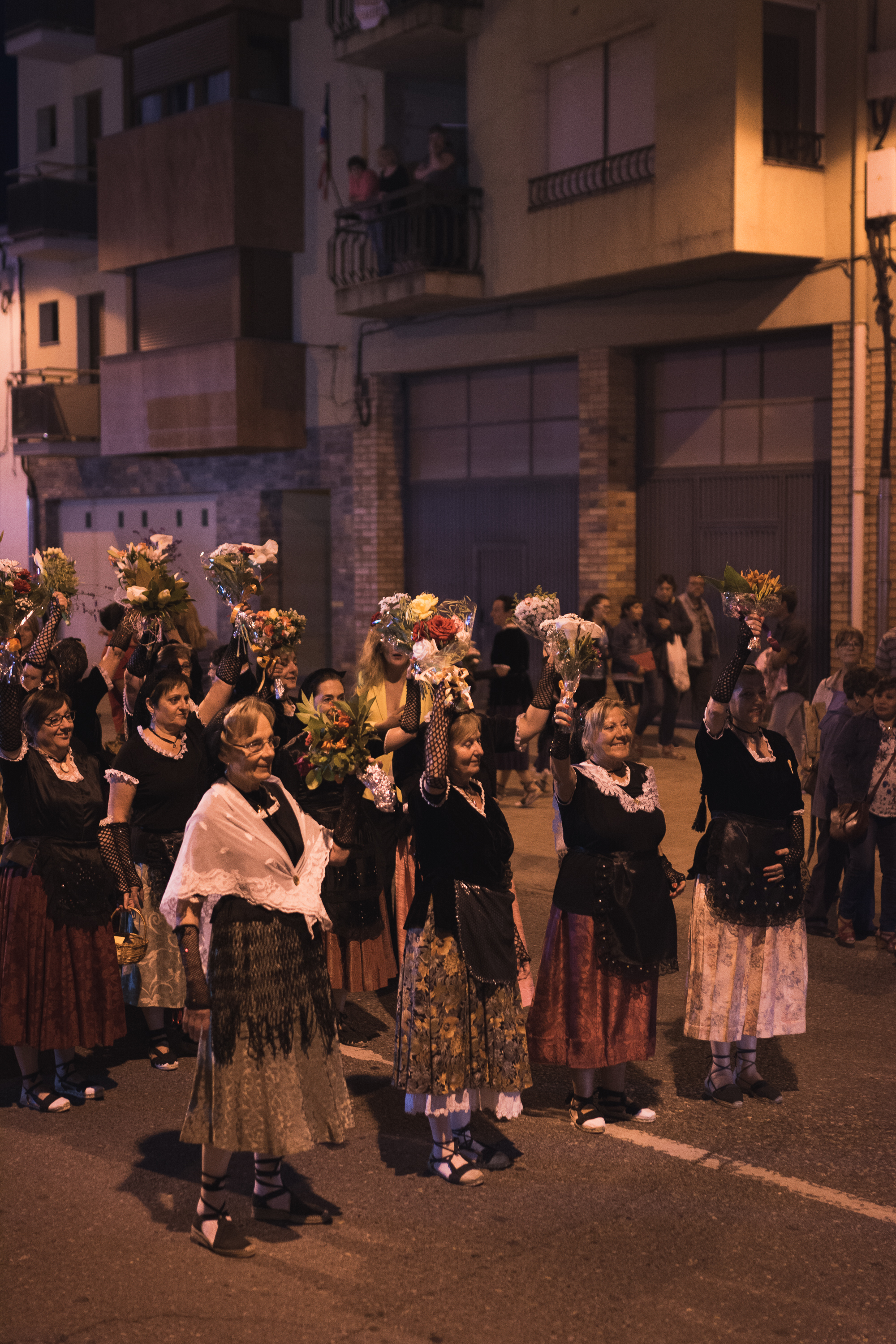
Desfilada de les Pubilles l'any 2016.

La desfilada principal té inici als peus de la muntanya de Santa Madalena, en el punt on els fallaires, amb les torxes enceses, s'ajunten amb les pubilles, en fila de dues parelles acompanyades per la cobla, la mainada i el públic desfilen, caminant, en comparsa, a través del carrer que separa la muntanya de la plaça de la Pedrera, travessant els carrers del nucli antic i les cases més velles del poble. Un cop arribats a la plaça en qüestió, els fallaires tiren la falla en una foguera multitudinària i tornen amb la parella, juntament amb la resta de parelles i la gent del poble que es vulgui afegir, ballen la tradicional sardana de la Pobla de Segur. És molt típic, també, que just abans de ballar la Sardana, la parella que està apunt de casar-se i porta una banda amb la senyera, reciti el verset popular de la Verge de Ribera:
------------(ell)------------
"Amb la torxa flamejant
hem vingut seguint la serra
Devallant contents cantant
Per la Verge de Ribera.
Per vós, pubilla galana,
el ramell de flor boscana.
Per la vila poblatana:
el perfum d'eixa muntanya."
------------(ella)------------
"Benaurat lo nostre poble
amb fadrins de tanta fe,
jo vos donc l'enhorabona
i l'afecte més sincer.
Veig la llum de vostres torxes
plena d'amor de bon cristià.
A la plaça farem falles
per la verge festejar."

## La falla
El procés de fabricació de la falla tradicional poblatana, que és una falla del tipus ribagorçana, descrit a continuació i reproduït anualment per tots els fallaires de La Pobla de Segur, que es construeixen la seva pròpia falla, pas per pas, es pot dividir en dues parts molt diferenciades:
El pal típic d'avellaner, verd, recte, d'uns dos metres de llargada i uns vuit centímetres de diàmetre, extret dels boscos més humits de la Vall Fosca on aquest arbre silvestre creix en grans quantitats abastint de material a tots els habitants de la zona. Cal destacar que la llargada de la falla és molt important, doncs la festa consisteix en una desfilada amb les pubilles, la mainada i el públic i és molt necessari mantenir el foc a una distància prudencial per tal de no patir accidents i cremades; és per això que les falles de La Pobla de Segur són les falles més llargues del Pirineu.
La fusta que formarà la torxa de foc (tradicionalment coneguda amb el nom de teia o tea) és fusta seca de pi roig i pi negre tallada dels arbres morts de la Serra de Boumort.
Un cop obtinguts els materials de fabricació bàsics, que es recullen unes setmanes abans de la festa, es porten a la Pobla de Segur, en un taller obert a tots els poblatans participants de la festa que, mitjançant eines com destrals, aixoles i martells, cada fallaire, anirà modelant les peces de teia fins a aconseguir la forma cònica desitjada i la mida convenient.
Seguidament, es claven les peces de teia modelades al tronc d'avellaner prèviament esmentat amb claus metàl·lics i s'asseguren amb dos tires de filferro clavades a la falla amb tatxes i grampillons que compliran la funció de garantir que la falla no s'obrirà un cop encesa.
En acabar, s'omple l'interior de la falla amb les parts més resinoses del pi utilitzat, ja que són les que tenen més facilitat per cremar (la resina del pi té grans quantitats de compostos alcohòlics en la seva composició).